# Tatsuro Yamashita
Tatsuro Yamashita (山下 達郎, Yamashita Tatsurō) (Ikebukuro (Toshima), 4 februari 1953) is een Japanse singer-songwriter.

## Carrière
Yamashita's carrière begon in de band Sugar Babe, die hun debuutalbum uitbrachten in 1975. Na het uiteenvallen van de band in 1976 begon hij een solocarrière.
Hij werd bekend met het nummer "Christmas Eve", de bestverkochte single in de Japanse hitlijsten met al ruim 35 jaar een notering. Deze single is afkomstig van het album Melodies uit 1983, maar het nummer behaalde pas groot succes nadat het was te horen in een televisiereclame van JR Central eind jaren 80. In totaal is de single bijna 2 miljoen keer verkocht en wordt elk jaar rond kerstmis gedraaid op de Japanse radiostations. Met het dertigste jubileum werd het kerstnummer opgenomen in het Guinness Book of Records.
Door zijn bijdragen aan de Japanse muziekindustrie werd Yamashita opgenomen in de Top 100 van HMV Japan, waar de singer-songwriter op de zesde plek staat.
In totaal heeft Yamashita 13 studioalbums, vijf coveralbums, twee live-albums, meerdere compilaties en ruim 50 singles uitgebracht. In totaal zijn de albums ongeveer 9 miljoen keer verkocht. Hij is daarmee de meest succesvolle Japanse mannelijke artiest. Yamashita speelt als multi-instrumentalist op zijn albums zelf meerdere instrumenten in, waaronder de elektrische gitaren, piano, keyboards, hammondorgel, percussie, drums en de vocalen.
Yamashita maakte ook muziek voor animefilms. Hij werkte samen met Mamoru Hosoda in films als Summer Wars en Mirai no Mirai. Een bekend nummer is "Music Train" uit 2018.

## Privéleven
Tatsuro Yamashita trouwde in 1982 met singer-songwriter Mariya Takeuchi. Het stel kreeg in 1984 een dochter met de naam Minako Yamashita.

## Discografie

### Studioalbums
- Songs (1975, met Sugar Babe)
- Spacy (1977)
- Go Ahead! (1978)
- Moonglow (1979)
- Ride on Time (1980)
- For You (1982)
- Melodies (1983)
- Big Wave (1984, soundtrack)
- On The Street Corner (1986)
- Pocket Music (1986)
- Joy (1989)
- Artisan (1991)
- Season's Greetings (1993)
- Cozy (1998)
- Sonorite (2005)
- Ray of Hope (2011)
- Softly (2022)